# Miklos Molnar
Miklos Jon Molnar (Copenaghen, 10 aprile 1970) è un ex calciatore danese, di ruolo attaccante.

## Carriera

### Club
Molnar ha iniziato la carriera con l'Hvidovre e il Frem. Nel 1988, è stato capocannoniere del campionato danese. A gennaio 1990, è passato allo Standard Liegi, in Belgio, dove ha segnato 11 reti in 26 partite nella prima stagione completa.
È poi passato dallo Standard al Servette, nell'estate 1991. Ha messo a segno 18 reti in 34 partite nel campionato svizzero. Nel frattempo, nello stesso anno, è diventato "Giocatore danese dell'anno Under-21". Successivamente, è stato acquistato dai francesi del Saint-Étienne, dove ha segnato 2 reti in 19 presenze.
A gennaio 1994 è tornato in Danimarca, accettando un contratto del Lyngby. Ha militato per circa metà stagione con i danesi, quindi è passato al FSV Francoforte. Nonostante 12 reti in 20 partite, Molnar non è riuscito a salvare il Francoforte dalla retrocessione in Regionalliga.
È così tornato in patria, per giocare con l'Herfølge, a settembre 1995. Quando il centravanti titolare del Lyngby, David Nielsen, ha cambiato squadra, Molnar è tornato al suo vecchio club. È diventato così capocannoniere del campionato, con 26 reti in 33 partite. Nel campionato successivo, dopo 3 gol in 5 partite, è stato acquistato dagli spagnoli del Siviglia, in Segunda División, dove ha raggiunto il connazionale Thomas Rytter.
Nel primo anno a Siviglia ha segnato 10 reti in 27 gare. Nel secondo campionato ha perso il posto in squadra e, durante una visita negli Stati Uniti all'ex compagno di squadra Chris Henderson dei Colorado Rapids, Molnar è rimasto affascinato dalla Major League Soccer. Così, a gennaio 2000, ha firmato per i Kansas City Wizards.
Si è ritirato ad ottobre 2000, dopo aver segnato il gol decisivo nella MLS Cup 2000, quando gli Wizards hanno battuto i Chicago Fire per uno a zero.

### Nazionale
Molnar ha debuttato nella Danimarca under 21 a giugno 1989. L'anno successivo è stato scelto da Richard Møller Nielsen per la selezione maggiore. Ha poi partecipato ai Giochi della XXV Olimpiade con la sua Nazionale e ha giocato i tutte le tre partite della Danimarca. Successivamente, ha terminato la sua esperienza con l'Under-21, dopo aver raccolto 21 presenze e 8 reti.
Dopo circa cinque anni d'assenza, è stato richiamato in Nazionale dal commissario tecnico Bo Johansson, dopo essere stato capocannoniere con il Lyngby. Ha partecipato al campionato del mondo 1998 e al campionato d'Europa 2000. In entrambe le competizioni gioca solo 1 gara, e al Mondiale francese è stato espulso in questa, 9 minuti dopo il suo ingresso in campo contro il Sudafrica.
In totale, è stato schierato in 18 partite in Nazionale maggiore e ha messo a segno 2 reti (entrambe nelle qualificazioni ai campionato del mondo 1998 nelle vittorie contro Bosnia ed Erzegovina e Croazia).

## Statistiche

### Cronologia presenze e reti in nazionale
| Cronologia completa delle presenze e delle reti in nazionale ― Danimarca | Cronologia completa delle presenze e delle reti in nazionale ― Danimarca | Cronologia completa delle presenze e delle reti in nazionale ― Danimarca | Cronologia completa delle presenze e delle reti in nazionale ― Danimarca | Cronologia completa delle presenze e delle reti in nazionale ― Danimarca | Cronologia completa delle presenze e delle reti in nazionale ― Danimarca | Cronologia completa delle presenze e delle reti in nazionale ― Danimarca | Cronologia completa delle presenze e delle reti in nazionale ― Danimarca |
| Data                                                                     | Città                                                                    | In casa                                                                  | Risultato                                                                | Ospiti                                                                   | Competizione                                                             | Reti                                                                     | Note                                                                     |
| ------------------------------------------------------------------------ | ------------------------------------------------------------------------ | ------------------------------------------------------------------------ | ------------------------------------------------------------------------ | ------------------------------------------------------------------------ | ------------------------------------------------------------------------ | ------------------------------------------------------------------------ | ------------------------------------------------------------------------ |
| 5-9-1990                                                                 | Västerås                                                                 | Svezia                                                                   | 0 – 1                                                                    | Danimarca                                                                | Amichevole                                                               | -                                                                        | 61’                                                                      |
| 12-6-1991                                                                | Malmö                                                                    | Italia                                                                   | 2 – 0 dts                                                                | Danimarca                                                                | Amichevole                                                               | -                                                                        | 58’                                                                      |
| 15-6-1991                                                                | Norrköping                                                               | Svezia                                                                   | 4 – 0                                                                    | Danimarca                                                                | Amichevole                                                               | -                                                                        | 46’                                                                      |
| 9-11-1996                                                                | Copenaghen                                                               | Danimarca                                                                | 1 – 0                                                                    | Francia                                                                  | Amichevole                                                               | -                                                                        | 63’                                                                      |
| 8-6-1997                                                                 | Copenaghen                                                               | Danimarca                                                                | 2 – 0                                                                    | Bosnia ed Erzegovina                                                     | Qual. Mondiali 1998                                                      | 1                                                                        | 66’                                                                      |
| 20-8-1997                                                                | Zenica                                                                   | Bosnia ed Erzegovina                                                     | 3 – 0                                                                    | Danimarca                                                                | Qual. Mondiali 1998                                                      | -                                                                        | 55’                                                                      |
| 10-9-1997                                                                | Copenaghen                                                               | Danimarca                                                                | 3 – 1                                                                    | Croazia                                                                  | Qual. Mondiali 1998                                                      | 1                                                                        | 74’                                                                      |
| 11-10-1997                                                               | Atene                                                                    | Grecia                                                                   | 0 – 0                                                                    | Danimarca                                                                | Qual. Mondiali 1998                                                      | -                                                                        | 73’                                                                      |
| 28-5-1998                                                                | Malmö                                                                    | Svezia                                                                   | 3 – 0                                                                    | Danimarca                                                                | Amichevole                                                               | -                                                                        | 54’                                                                      |
| 18-6-1998                                                                | Tolosa                                                                   | Sudafrica                                                                | 1 – 1                                                                    | Danimarca                                                                | Mondiali 1998 - 1º turno                                                 | -                                                                        | 58’ 67’                                                                  |
| 10-2-1999                                                                | Spalato                                                                  | Croazia                                                                  | 0 – 1                                                                    | Danimarca                                                                | Amichevole                                                               | -                                                                        | 67’                                                                      |
| 27-3-1999                                                                | Copenaghen                                                               | Danimarca                                                                | 1 – 2                                                                    | Italia                                                                   | Qual. Euro 2000                                                          | -                                                                        | 55’                                                                      |
| 28-4-1999                                                                | Copenaghen                                                               | Danimarca                                                                | 1 – 1                                                                    | Sudafrica                                                                | Amichevole                                                               | -                                                                        | 61’                                                                      |
| 5-6-1999                                                                 | Copenaghen                                                               | Danimarca                                                                | 1 – 0                                                                    | Bielorussia                                                              | Qual. Euro 2000                                                          | -                                                                        | 78’ 90+1’                                                                |
| 9-6-1999                                                                 | Liverpool                                                                | Galles                                                                   | 0 – 2                                                                    | Danimarca                                                                | Qual. Euro 2000                                                          | -                                                                        | 71’                                                                      |
| 29-3-2000                                                                | Leiria                                                                   | Portogallo                                                               | 2 – 1                                                                    | Danimarca                                                                | Amichevole                                                               | -                                                                        | 46’                                                                      |
| 3-6-2000                                                                 | Odense                                                                   | Danimarca                                                                | 2 – 2                                                                    | Belgio                                                                   | Amichevole                                                               | -                                                                        | 46’                                                                      |
| 21-6-2000                                                                | Liegi                                                                    | Rep. Ceca                                                                | 2 – 0                                                                    | Danimarca                                                                | Euro 2000 - 1º turno                                                     | -                                                                        | 73’ 85’                                                                  |
| Totale                                                                   |                                                                          | Presenze                                                                 | 18                                                                       |                                                                          | Reti                                                                     | 2                                                                        |                                                                          |

## Palmarès

### Giocatore

#### Club
- Campionato MLS: 1

Kansas City Wizards: 2000

#### Individuale
- Giocatore danese dell'anno Under-21: 1

1991
- Capocannoniere del campionato danese: 2

1989 (14 reti), 1996-1997 (26 reti)